# Новицковичи
Новицковичи (бел. Навіцкавічы) — агрогородок в Каменецком районе Брестской области Белоруссии. Центр Новицковичского сельсовета. Население — 317 человек (2019).

## География
Новицковичи находятся в 5 км к северо-востоку Каменец. Село стоит на правом берегу реки Лесная, в селе есть запруда на ручье, впадающем в реку. У Новицковичей пересекаются дороги Дмитровичи — Пруска-Богуславская и Каменец — Каменюки.

## История
В XIX веке было фольварком в собственности рода Валентиновичей, которые выстроили здесь усадьбу. Имение принадлежало роду Валентиновичей вплоть до Второй мировой войны.
Согласно Рижскому мирному договору (1921) село вошло в состав межвоенной Польши, где принадлежало Брестскому повету Полесского воеводства. С 1939 года в составе БССР.
В послевоенное время в бывшем усадебном доме размещалась школа и учебный комбинат, благодаря чему здание неплохо сохранилось.

## Достопримечательности
- Усадьба Валентиновичей. Сохранилось здание бывшего усадебного дома и здание паровой мельницы конца XIX-начала XX века. Мельница включена в Государственный список историко-культурных ценностей Республики Беларусь[5].
- «Здание бывшей паровой мельницы», ул. Социалистическая, 6, 6 (инв. № 125/С-14025) —  Историко-культурная ценность Республики Беларусь, шифр 113Г000716

#### Памятник, скульптура
- Памятник землякам, погибшим в Великой Отечественной войне